# Episparis emmanueli
Episparis emmanueli är en fjärilsart som beskrevs av Jean Pelletier 1982. Episparis emmanueli ingår i släktet Episparis och familjen nattflyn. Inga underarter finns listade i Catalogue of Life.